# Trigramme (linguistique)
Pour les articles homonymes, voir trigramme.
En linguistique, un trigramme est l'association de trois signes qui, ensemble, notent un son de la langue soit parce que ce son n'a pas de signe écrit dédié, soit par convention orthographique.
C'est aussi, dans le domaine de l'écriture au sens large, toute séquence de 3 signes — trois caractères manuscrits, typographiques ou informatiques — voire de 3 mots, figurant dans un texte.

## Définition linguistique
Un trigramme est un graphème associant trois signes, diacritiques éventuels non comptés[à vérifier], qui représente un phonème unique. Un trigramme note ainsi un son.
Par exemple, en français, le son [o] dans eau, beau, ruisseau, sceau ou réseau s'orthographie avec le trigramme « eau » alors que le même son s'écrit plus simplement avec le digramme « au » dans auteur et s'écrit en une seule lettre dans sot ;
Autre exemple, en breton, le trigramme « cʼh » se prononce en une seule émission de voix, il note une consonne fricative vélaire voisée [ɣ], vélaire sourde [x], glottale sourde [h] ou d'autres variantes dialectales. Un seul de ces phonèmes est retenu à l'oral en fonction du contexte.
En hongrois, le trigramme « dzs » est considéré comme une lettre à part entière, représentant le son [ d͡ʒ]. Il est utilisé presque exclusivement dans les emprunts aux langues étrangères, par exemple : nindzsa (« ninja »), dzsip (« jeep »), lándzsa (« lance »), dzsungel (« jungle »)...

## Approche statistique

### Caractères
Par extension, en traitement automatique du langage naturel au niveau des caractères, un trigramme est une séquences de 3 caractères.
De ce point de vue les trigrammes se caractérisent par leurs probabilités d'apparition dans différents corpus de textes et on ne se préoccupe pas des sons associés.
[Par exemple ?].
Selon les langues et les types d'écritures, les signes concernés peuvent être des lettres, éventuellement complétées de diacritiques ou résultant de ligatures, les espaces et signes de ponctuation, les symboles d'un syllabaire, des logogrammes, etc.[à vérifier].

### Mots
La notion de trigramme est employée également au niveau des mots : un trigramme de mots est une séquence de 3 mots tels qu'on peut les repérer dans un texte, sans nécessairement se préoccuper de leur sens ou de leur rôle grammatical. Les trigrammes de mots, comme ceux au niveau des caractères, se caractérisent par leurs probabilités d'apparition dans différents corpus de textes.
[Par exemple ?].